# Богданівка (річка)
Богданівка — річка в Україні, у Рівненському і Шепетівському районах Рівненської та Хмельницької областей. Ліва притока Корчика (басейн Дніпра).

## Опис
Довжина річки 10 км, похил річки 3,4 м/км. Формується з багатьох безіменних струмків та водойм. Площа басейну 42,5 км².

## Розташування
Бере початок у Новинах. Тече переважно на південний схід через Користь і в Піддубцях впадає у річку Корчик, ліву притоку Случі.
Населені пункти вздовж берегової смуги: Бриків, Богданівка.
Річку перетинають автомобільні дороги E40, М06.